# Mario Marroquín
Mario Marroquín Mejía (Santa Ana, 24 de septiembre de 1951) es un licenciado en ciencias de la Educación y político salvadoreño.

## Biografía
Se graduó como ingeniero agrónomo y tiene también una licenciatura en  ciencias de la Educación, por su trabajo profesional ha recibido múltiples reconocimientos por instituciones como el Ministerio de agricultura y el CENTA.
Ingreso al Órgano Legislativo en el 2003 y tiene 15 años de formar parte de la fracción legislativa de Alianza Republicana Nacionalista. Actualmente es diputado de la Asamblea Legislativa de El Salvador.

### Estudios
- Agrónomo.[7]
- Licenciado en Ciencias de la Educación.[8]

### Trayectoria Profesional
- 1973-1991 Jefe de Agencia, Jefe de Zona, Jefe Departamental, Gerente Regional, Jefe de División de Asistencia Técnica y Capacitación, Centro Nacional de Tecnología Agropecuaria, Ministerio de Agricultura y Ganadería.[9]
- 1991-1997 Asesor Técnico, División Agrícola Química HOECHST de El Salvador.[10]
- 1997-2003 Asesor Técnico, División Agrícola COAGRO.[11]
- 1998-2003 Catedrático, Asesor y Examinador de Tesis de la Universidad Francisco Gavidia, Universidad Modular Abierta y Universidad Católica de El Salvador.[12]

### Trayectoria Política
- Período: 2012-2015 Diputado Propietario a la Asamblea Legislativa por el departamento de Santa Ana.[13][14]
- Período: 2009-2012 Diputado Propietario por el departamento de Santa Ana.[15]
- Periodo: 2008-2010 Diputado propietario subjefe de Grupo Parlamentario.[16]
- Período: 2006-2009 Diputado Propietario.[17]
- Período: 2003-2006 director general departamental de Santa Ana.[18]
- Período: 2000-2002 Director Departamental del Sector Agropecuario de Santa Ana.

## Premios y distinciones
- 1983 Agrónomo Distinguido – CENTA, Ministerio de Agricultura y Ganadería.
- 1986 Agrónomo del Año – Asociación de Agrónomos, Escuela Nacional de Agricultura.
- 1988 Agrónomo de Mayor Capacidad y Popularidad – Ministerio de Agricultura y Ganadería, Región Occidental.[19]